# Hugonia orientalis
Hugonia orientalis är en linväxtart som beskrevs av Adolf Engler. Hugonia orientalis ingår i släktet Hugonia och familjen linväxter. Inga underarter finns listade i Catalogue of Life.